# Bubnî, Dzerjînsk
Bubnî (în ucraineană Бубни) este un sat în comuna Olșanka din raionul Dzerjînsk, regiunea Jîtomîr, Ucraina.

## Demografie
Componența lingvistică a localității Bubnî
     Ucraineană (100%)
Conform recensământului din 2001, toată populația localității Bubnî era vorbitoare de ucraineană (100%).